# جودبور
جُدبُور أو (نقحرة: جودبور) (بالإنجليزية: Jodhpur), هي ثاني أكبر مدينة في ولاية راجستان الهندية. وتقع 335 كلم (208 ميل) من غرب عاصمة الولاية جايبور. وكانت سابقا مقرا للدولة الأميرية التي تحمل الاسم نفسه، عاصمة المملكة المعروفة باسم ماروار. مدينة جُدبُور هي مقصد سياحي شهير، وتضم العديد من القصور والقلاع والمعابد. ومن المعروف أن المدينة تتمتع طوال العام بجو مشمس مشرق. وتعتبر المدينة قاعدة مريحة للسفر في منطقة يرتادها الكثير من السياح.
في وقت مبكر من تاريخها، أصبحت دولة إقطاعية في ظل الإمبراطورية المغولية، وذلك بسبب الولاء للمغول في حين تتمتع بعض الحكم الذاتي في تلك الفترة، استفادة جُدبُور وشعبها من التعرف لهذا العالم الأوسع من أساليب جديدة للفن والهندسة المعمارية وجعلت لها بصمة في جميع أنحاء شمال الهند.. بعد وفاة أورنجزيب في عام 1707, رفضت الإمبراطورية المغولية تدريجيا بعد العام 1707. وفي عام 1818 دخلت في تحالف مع البريطانيين.
خلال الحكم البريطاني كانت جُدبُور أكبر مساحة أرض في ولاية راجستان. جُدبُور ازدهرت في ظل السلام والاستقرار التي كانت سمة مميزة لهذا العصر. وكانت مساحة الولاية 23543 ميل مربع (60980 km2) سكانها في عام 1901 وصل إلى 44،73،759 نسمة. وكانت تتمتع بإيرادات قدرها 35،29،000 جنيه استرليني واحتلت مكانة الهيمنة في التجارة في جميع أنحاء الهند في عام 1947 عندما استقلت الهند، دمجت الولاية في الاتحاد الهندي وجُدبُور أصبحت المدينة الثانية في ولاية راجستان.

## التركيبة السكانية
يبلغ عدد سكان جُدبُور 846408 نسمة حسب احصائية سنة 2001. يشكل الرجال 53 في المئة من السكان والمرأة 47 في المئة. معدل الأشخاص الذين يعرفون القراءة والكتابة في جُدبُور 67 في المئة في المتوسط، فانها حققت أعلى من المتوسط الوطني البالغ 59،5 في المئة : محو الأمية بين الذكور 75 في المئة، ومحو الأمية بين الإناث هو 58 في المئة. في جُدبُور، 14 في المئة من السكان تقل أعمارهم عن ست سنوات من العمر.

## الاقتصاد
صناعة الحرف اليدوية في السنوات الأخيرة طغت على جميع الصناعات الأخرى في المدينة. حسب بعض التقديرات، تصدير الاثاث يحقق 200 مليون دولار. ويوظف ما يصل إلى 200000 شخصا. وتشمل البنود الأخرى المنسوجات، والأواني المعدنية والدراجات والحبر والسلع الرياضية. الصناعة المنزلية مزدهرة وتنتج سلع مثل الأساور الزجاجية وأدوات المائدة والسجاد ومنتجات الرخام., بعض الحرف اليدوية السياحة هي ثاني أكبر صناعة في جُدبُور, أيضا الزراعة لها نصيب والمحاصيل المزروعة ومنها القمح الفلفل الأحمر.